# Saint-Bérain-sur-Dheune
Saint-Bérain-sur-Dheune är en kommun i departementet Saône-et-Loire i regionen Bourgogne-Franche-Comté i östra Frankrike. Kommunen ligger i kantonen Givry som tillhör arrondissementet Chalon-sur-Saône. År 2022 hade Saint-Bérain-sur-Dheune 542 invånare.

## Befolkningsutveckling
Antalet invånare i kommunen Saint-Bérain-sur-Dheune
| Referens: INSEE |